# Museo de las Ciencias Príncipe Felipe
El Museo de las Ciencias Príncipe Felipe (en valenciano, Museu de les Ciències Príncep Felip) es un museo español dedicado a la ciencia, la tecnología y el medio ambiente ubicado en el complejo de la Ciudad de las Artes y de las Ciencias de la ciudad de Valencia (España).
Abierto al público el 14 de noviembre de 2000, cuenta con un total de 26 000 m² de exposiciones. Dispone de varias plantas de exposiciones temporales y permanentes. También cuenta con amplias aulas y terrazas, tanto interiores como exteriores, que se utilizan para la realización de talleres didácticos y actividades. Ha sido, además, sede de diferentes eventos sociales y culturales de la ciudad.

## Contenidos

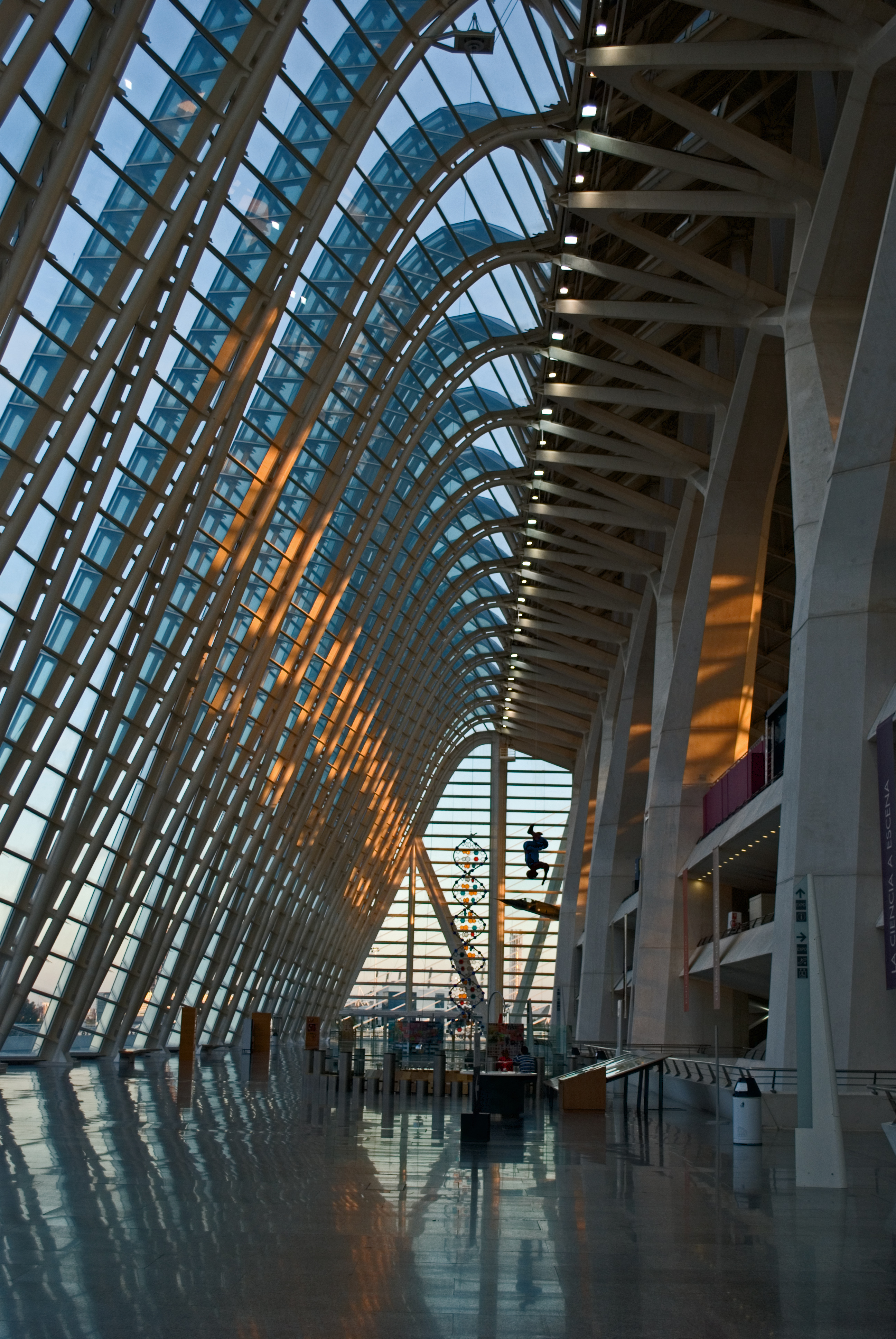
Interior del museo.

### Planta baja
- La ciencia a escena (público general)
  - Química en acción
  - La ciencia invisible
  - Estudio de TV

- La ciencia a escena (grupos)
  - Estudio de TV
  - Científico por un día
  - Horror al vacío
  - ¡aLUZina!
  - Magia Química
  - Frío, frío
  - Robots
  - Robotets
  - Al rojo vivo
  - Sonidos: música y naturaleza
  - Micrarium: mirando lo invisible
  - Drones

- Exposición temporal

### Planta primera
- Viral. Una experiencia contagiosa.
- L'Espai dels Xiquets
- Play. Ciencia y música
- Teatro de la Ciencia
- Representación artística de la molécula de ADN: Espacio dedicado a las ciencias de la vida, en el que destaca una gran escultura de 15 metros de altura que representa la estructura helicoidal de la molécula del ácido desoxirribonucleico (ADN).
- Péndulo de Foucault: Un gran péndulo de Foucault de 34 metros de longitud, uno de los más largos del mundo, y cuya masa es de 170 kilos, la base del péndulo es una mesa circular forrada de madera de olivo y naranjo, donde se encuentra el anillo que genera e induce la asistencia electromagnética a la esfera del péndulo. Su ciclo de giro completo, en la latitud del museo, es de 34 horas.

### Planta segunda
- Santiago Grisolía
- Ramón y Cajal
- Severo Ochoa
- Jean Dausset
- Un siglo de Premios Nobel

### Planta tercera
- Bosque de Cromosomas
- Simulador Espacial
- Gravedad Cero
- Marte. La conquista de un sueño.

## Eventos celebrados

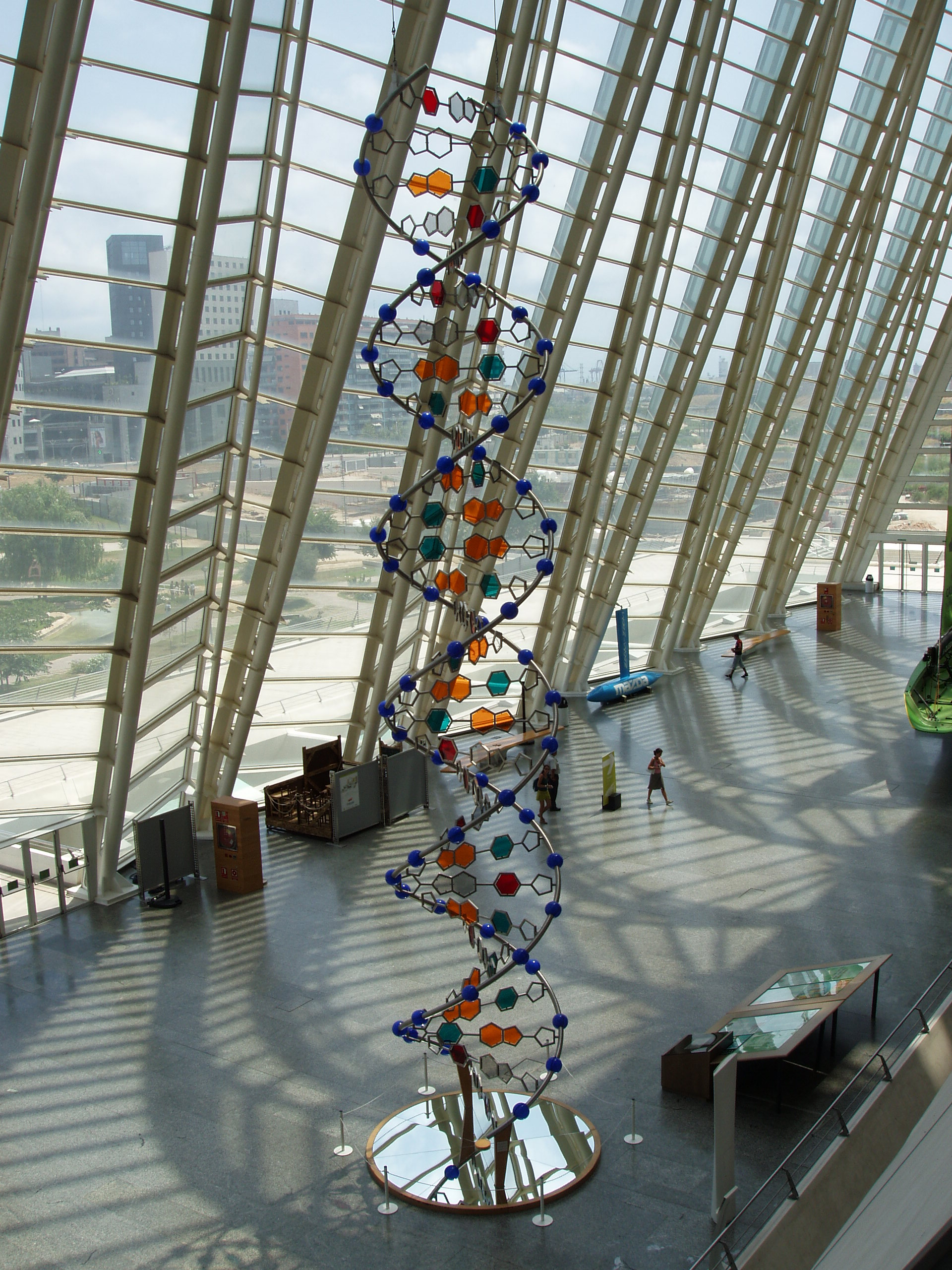
Escultura de ADN.

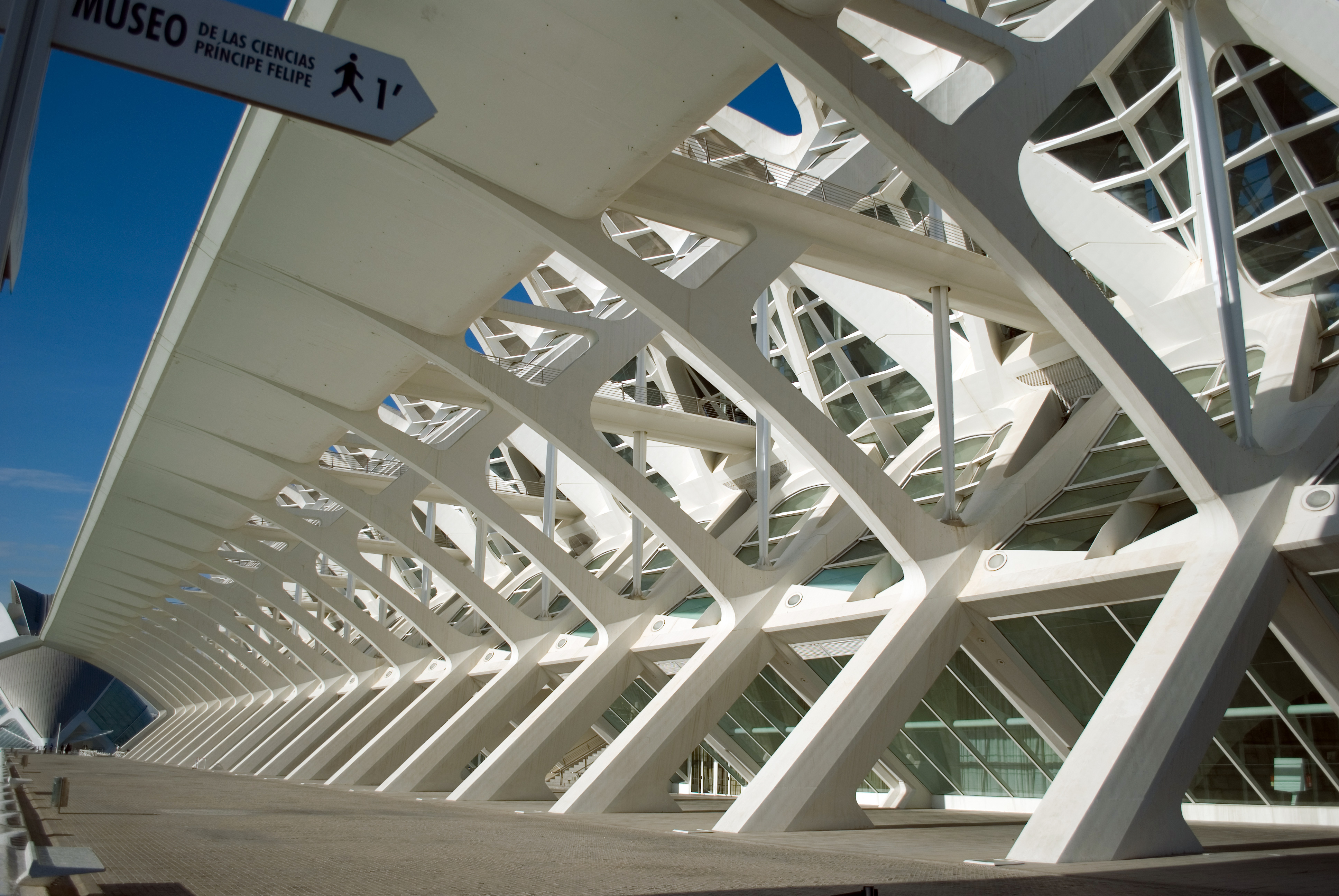
Vista de la fachada del Museo de las Ciencias Príncipe Felipe.

Como marco indiscutible tanto por su función, como por sus espacios, se organizan frecuentemente eventos que por su carácter o importancia a nivel internacional lo hacen relevante.
- Sede de la Campus Party

En el año 2000 se convierte en la mayor LAN Party de Europa en número de participantes conectados en red. Siguiendo en años sucesivos a la organización de este evento y creciendo en número e interés a nivel internacional.
En julio de 2004, la CP se instala sobre el lago principal del Museo de las Ciencias, donde se instala una gran carpa de 12 800 m² y en esta ocasión recibe a 4500 campuseros. El evento se convierte en la mayor concentración de jugadores de PS2 en red del mundo y el primer encuentro del Movimiento Coca-Cola.
En posteriores ediciones y debido al gran volumen de participantes se ha trasladado a otros centros como la universidad Politécnica de Valencia y la Feria Muestrario Internacional de Valencia
- 57 Congreso Internacional de Astronáutica (IAC 2006)

Celebrándose dicho evento en Valencia del 2 al 6 de octubre de 2006, teniendo como sede principal al museo.
- Presentación del equipo McLaren de la Fórmula 1

El lunes 15 de enero de 2007, celebrándose una gala en el hall del museo.
- La Ciencia de Pixar

Del 6 de octubre de 2023 al 10 de marzo de 2024, celebrando la ciencia tras la animación y creación de las películas y personajes de Pixar.